# David Cameron
David William Donald Cameron, baron Cameron of Chipping Norton (ang. [ˈkæmᵊɹən], ur. 9 października 1966 w Londynie) – brytyjski polityk, od 11 maja 2010 do 13 lipca 2016 premier Zjednoczonego Królestwa Wielkiej Brytanii i Irlandii Północnej, od 2005 do 2016 lider Partii Konserwatywnej, w latach 2001–2016 poseł do Izby Gmin z okręgu Witney. Od 13 listopada 2023 do 5 lipca 2024 minister spraw zagranicznych Wielkiej Brytanii w gabinecie Rishiego Sunaka i par dożywotni, członek Izby Lordów.

## Życiorys

### Początki kariery
David Cameron dorastał niedaleko Wantage w hrabstwie Oxfordshire. Jest synem maklera giełdowego Iana Donalda Camerona i Mary Fleur Mount, córki sir Williama Mounta, 2. baroneta. Cameron posiada szkockie korzenie, a jednym z jego przodków jest król Wielkiej Brytanii Wilhelm IV Hanowerski. Wykształcenie odebrał w Eton College. W wieku 15 lat został ukarany przez szkołę za palenie marihuany. Później miał rok przerwy w odbywaniu nauki, podczas którego wyjechał do Związku Radzieckiego, gdzie, jak sam przypuszcza, próbowało go zwerbować KGB.
Po powrocie rozpoczął studia w Brasenose College na Uniwersytecie Oksfordzkim. Uczelnię tę ukończył z tytułem licencjata politologii, filozofii i ekonomii (PPE). Jeden z jego profesorów, Vernon Bogdanor, określił go jako najzdolniejszego studenta jakiego znał, z poglądami umiarkowanie konserwatywnymi. Podczas studiów Cameron był członkiem klubu studenckiego Bullingdon Club, wzbudzającego wiele kontrowersji z powodu prowadzenia przez jego członków bujnego życia towarzyskiego i obfitej konsumpcji alkoholu.
Po ukończeniu uczelni z dyplomem pierwszej klasy w 1988, Cameron przez 4 lata pracował w departamencie badawczym Partii Konserwatywnej. Po wyborach 1992 został specjalnym doradcą rządu, początkowo w Ministerstwie Skarbu, później w Ministerstwie Spraw Wewnętrznych.
W latach 1994–2001 Cameron był dyrektorem w Carlton Communications.

### W Izbie Gmin
Pierwszą próbę dostania się do Izby Gmin podjął w 1997. Startował wtedy w okręgu Stafford, ale nie osiągnął zamierzonego celu. Udało mu się natomiast w 2001 r., kiedy wygrał wybory w okręgu Witney. Od razu po wyborach wszedł w skład parlamentarnej komisji spraw wewnętrznych. W 2003 r. został wiceprzewodniczącym Partii Konserwatywnej. Rok później był głównym mówcą konserwatystów w sprawach dotyczących samorządu lokalnego. Niedługo później został ministrem edukacji w gabinecie cieni.

### Lider opozycji
Po kolejnej porażce konserwatystów w wyborach w maju 2005 ze stanowiska lidera partii zrezygnował Michael Howard. Cameron zgłosił swoją kandydaturę 29 września. Zyskał poparcie innego wiceprzewodniczącego partii, Michaela Ancrama, byłego lidera konserwatystów Williama Hague’a, kanclerza skarbu w gabinecie cieni George’a Osbone’a oraz Olivera Letwina i Borisa Johnsona. W swojej deklaracji Cameron ogłosił, że chce, aby ludzie znów byli dumni z faktu bycia konserwatystami.
Pierwsza tura wyborów na przewodniczącego partii odbyła się 18 października. Oprócz Camerona w wyborcze szranki stanęli: Kenneth Clarke (kanclerz skarbu w rządzie Johna Majora), David Davis (minister spraw wewnętrznych w gabinecie cieni) oraz Liam Fox (minister spraw zagranicznych w gabinecie cieni). W pierwszej turze (głosowali, podobnie jak w drugiej, tylko konserwatywni deputowani do Izby Gmin, w liczbie 198) najlepszy wynik uzyskał Davis (62 głosy), drugi był niespodziewanie Cameron z 56 głosami, trzeci Fox – 42 głosy. Odpadł Clarke, który uzyskał 38 głosów.
Druga tura odbyła się 20 października. Tym razem wygrał Cameron (90 głosów) przed Davisem (57 głosów). Odpadł Fox (51 głosów). W trzeciej turze głosowali wszyscy członkowie Partii Konserwatywnej. Cameron wygrał zdecydowanie, uzyskując 78% głosów. Jego wybór na przewodniczącego Partii Konserwatywnej i jednocześnie lidera opozycji został ogłoszony 6 grudnia.
Po wyborach, Cameron odszedł w znacznym stopniu od tradycyjnego programu konserwatystów, wprowadzając doń liczne zmiany. Polegają one m.in. na: rezygnacji z obniżki podatków (na rzecz ich uproszczenia i spłaszczenia), nawoływaniu do bardziej proekologicznej polityki rządu, próbie zmniejszenia kar za niektóre przestępstwa, deklaracji, że Partia Konserwatywna nie działa wyłącznie w interesie klasy średniej i najbogatszych, ale także uboższej warstwy społecznej, oraz zwiększeniu wydatków na rzecz walki z biedą i ubóstwem w krajach Trzeciego Świata. Popiera również walkę z terroryzmem i interwencję w Iraku. Jego sztandarowe hasło to „odpowiedzialność społeczna” – czyli współpraca aktywnych jednostek, biznesu i władz lokalnych. Opowiada się także za ograniczeniem prywatnego finansowania partii politycznych.
Chęć tak radykalnej, w pewnych dziedzinach, zmiany wizerunku partii wywołała konflikt z grupą starszych jej działaczy, ale równocześnie zaowocowała wzrostem jej notowań, które przyniosły konserwatystom zwycięstwo w wyborach parlamentarnych w 2010.

### Premier Zjednoczonego Królestwa Wielkiej Brytanii i Irlandii Północnej
10 maja 2010, po złożeniu dymisji przez Gordona Browna, królowa Elżbieta II powierzyła Davidowi Cameronowi misję utworzenia nowego rządu. Cameron utworzył koalicyjny gabinet złożony z posłów Partii Konserwatywnej i Liberalnych Demokratów. Wicepremierem został Nick Clegg. W 2013 roku w celach charytatywnych wystąpił w teledysku zespołu One Direction.
W 2013 roku wygłosił przemówienie w siedzibie agencji Bloomberga w Londynie, zapowiadając referendum w sprawie członkostwa Wielkiej Brytanii, rozpoczynając tym samym dyskusje o Brexicie, chociaż w samym przemówieniu, a także później był zwolennikiem pozostania we wspólnocie, którą chciał zreformować.
W wyborach parlamentarnych w 2015 r. Partia Konserwatywna zwyciężyła zapewniając sobie bezwzględną większość głosów, a David Cameron zachował stanowisko premiera w jednopartyjnym rządzie.
Po ogłoszeniu 24 czerwca 2016 wyników referendum w sprawie członkostwa Wielkiej Brytanii w Unii Europejskiej, w którym większość głosujących opowiedziała się za opuszczeniem UE, David Cameron ogłosił rezygnację ze stanowiska lidera Partii Konserwatywnej i zapowiedział swoją dymisję z urzędu premiera po wyborze następcy. Swoją decyzję uargumentował tym, że negocjacje z UE w sprawie zrzeczenia się członkostwa Wielkiej Brytanii muszą rozpocząć się pod przewodnictwem nowego premiera. Po ogłoszeniu Theresy May liderką Partii Konserwatywnej, ustąpił ze stanowiska szefa rządu 13 lipca 2016, a 12 września 2016 zrzekł się mandatu posła do Izby Gmin ze skutkiem natychmiastowym.

### Minister spraw zagranicznych Wielkiej Brytanii
13 listopada 2023 premier Rishi Sunak mianował Camerona ministrem spraw zagranicznych w swoim gabinecie; Cameron zastąpił na tym urzędzie Jamesa Cleverly’ego, który objął tekę ministra spraw wewnętrznych. Równocześnie Cameron został powołany w skład Izby Lordów jako par dożywotni z tytułem barona Cameron of Chipping Norton. 5 lipca 2024 zakończył urzędowanie na stanowisku ministra, w związku z dymisją gabinetu.

## Odznaczenia
- Oficer Legii Honorowej (Francja)
- Order Króla Abdulaziza al Sauda I klasy (Arabia Saudyjska, 2012)
- Order „Przyjaźń” I klasy (Kazachstan, 2015)[20]

## Życie prywatne
David Cameron wraz z rodziną mieszka w rezydencji Witney w hrabstwie Oxfordshire. 1 czerwca 1996 poślubił Samanthę Sheffield (ur. 18 kwietnia 1971), córkę sir Reginalda Sheffielda i Annabel Jones. Cameronowie doczekali się czwórki dzieci:
- Ivan Reginald Ian Cameron (8 kwietnia 2002 – 25 lutego 2009), cierpiał na mózgowe porażenie dziecięce[21]
- Nancy Gwen Cameron (ur. 19 stycznia 2004)
- Arthur Elwen Cameron (ur. 14 lutego 2006)
- Florence Rose Endellion Cameron (ur. 24 sierpnia 2010)